# Franciszek Wróblewski (lekarz)
Franciszek Wróblewski herbu Ślepowron (ur. 26 marca 1789 w Puciłkach, zm. 28 kwietnia 1857 w Wilnie) – wileński doktor medycyny i chirurgii, radca kolegialny i radca stanu.

## Życiorys
Franciszek był najstarszym synem Józefa Wróblewskiego z okolicy szlacheckiej Puciłki. Uczęszczał na Cesarski Uniwersytet Wileński, gdzie ukończył medycynę, a następnie rozpoczął praktykę lekarską w Wilnie. Żonaty z Zofią (z domu Szyttler), z którą miał przynajmniej trójkę dzieci: Ludwika Franciszka Wróblewskiego, Franciszka Seweryna Wróblewskiego oraz Józefa Onufrego Wróblewskiego.
Za życia był właścicielem majątku ziemskiego w Wiżulanach w rejonie wileńskim, w którym położony był rodzinny pałac Wróblewskich.
Za zasługi dla Wilna Franciszek został odznaczony Orderem Świętej Anny. Po śmierci pochowany na wileńskim cmentarzu Na Rossie.